# Luigi Ganna
Luigi Ganna (Induno Olona, 1º dicembre 1883 – Varese, 2 ottobre 1957) è stato un ciclista su strada e imprenditore italiano, celebre per aver vinto, nel 1909, la prima edizione del Giro d'Italia.

## Carriera
Professionista dal 1904 al 1915, vinse un Giro d'Italia, una Milano-Sanremo e un Giro dell'Emilia. Soprannominato dai tifosi il Re del fango per la sua straordinaria resistenza alle avversità climatiche e dotato di un fisico possente, nacque da una povera famiglia di braccianti. Giovanissimo iniziò a lavorare in campo edile come manovale e poi come muratore nel capoluogo lombardo, percorrendo tutti i giorni in bicicletta 100 km, da Induno Olona a Milano e ritorno.
Con la stessa bicicletta usata per recarsi al lavoro, partecipò a diverse gare per dilettanti, ottenendo risultati che lo incoraggiarono, nel 1905, a lasciare il lavoro e dedicarsi completamente al ciclismo. Debuttò alla prima edizione del Giro di Lombardia, giungendo terzo e aggiudicandosi il premio-gara di 18 lire. La sua dimostrazione di potenza e resistenza che gli aveva permesso di conquistare il podio, pur privo di sofisticati mezzi tecnici, non sfuggì a Edoardo Bianchi, dal quale ricevette l'offerta di entrare nella squadra ufficiale con il sontuoso stipendio di 200 lire mensili: l'offerta venne subito accettata.
Alla Bianchi si trovò in squadra con Eberardo Pavesi e Carlo Galetti, due valenti ciclisti con i quali formò un sodalizio sportivo e di amicizia affiatato, tanto che divennero celebri nelle cronache dell'epoca come I tre moschettieri.
Nel 1907 vinse la Milano-Torino-Milano e arrivò secondo al Giro di Sicilia, mentre nel 1908 conquistò la piazza d'onore al Giro di Lombardia e alla Milano-Sanremo, giungendo poi quinto al Tour de France, nonostante varie cadute avessero seriamente compromesso la sua efficienza fisica. Nello stesso anno, al velodromo di Milano, stabilì il record dell'ora con 40,405 km, rimasto imbattuto per 6 anni.
Il suo anno d'oro fu il 1909, quando passò all'Atala e vinse la Milano-Sanremo in 9 ore e 32 minuti e, soprattutto, la prima edizione del Giro d'Italia, lottando per tutta la gara in appassionanti duelli con l'amico ed ex compagno di squadra Galetti. Noto per la sua disarmante schiettezza, Luigi Ganna rimase negli annali del giornalismo sportivo anche per la risposta lapidaria data al cronista che lo sollecitava a esprimere un commento a caldo, chiedendogli quale fosse la sua impressione più viva dopo la vittoria al Giro:
Grazie ai denari guadagnati con la sua attività sportiva in quell'anno si sposò e acquistò una casa con annessa officina attrezzata per mettere a punto e modificare le sue biciclette da corsa.
Il 1910 fu un altro anno di grandi successi, con le vittorie nella Milano-Modena e nel Giro dell'Emilia, i piazzamenti d'onore al Giro di Lombardia e nella XX Settembre (la gara che, a partire dal 1902, celebrava gli anniversari della Breccia di Porta Pia), oltre al terzo posto nel Giro d'Italia, conquistando tre vittorie di tappa.
Nel 1911 vinse la prima tappa con arrivo in salita del Giro, al Sestriere. Nel 1912 cominciò ad accarezzare l'idea di dedicarsi alla costruzione di biciclette e ne realizzò una per suo uso personale, con la quale conquistò la Gran Fondo-La Seicento. Subito dopo, sfruttando il vantaggio pubblicitario di quella vittoria, iniziò la produzione di velocipedi in piccola serie.
Nel 1914 incappò in una rovinosa caduta al Giro d'Italia dalla quale non derivarono menomazioni permanenti, ma che convinse Ganna a ritirarsi dall'attività agonistica, per dedicarsi alla neonata azienda ciclistica, anche fondando una squadra sportiva, destinata a mietere grandi vittorie e reclutare grandi campioni come Ottavio Bottecchia e Fiorenzo Magni.
Nel 1923 l'azienda iniziò a costruire anche motocicli e la Ganna divenne ben presto un marchio apprezzato in Italia ed all'estero. Quando la morte lo colse, nel 1957, era ancora al timone della sua azienda, coadiuvato dal figlio Tino.
A Luigi Ganna è intitolato il velodromo della città di Varese, situato all'interno dello Stadio Franco Ossola.

## Palmarès
- 1906 (Bianchi, due vittorie)

Coppa Val d'Olona
Milano-Piano dei Giovi-Milano
- 1907 (Turkheimer-OTAV, sei vittorie)

1ª tappa Milano-Torino-Milano (Milano > Torino)
2ª tappa Milano-Torino-Milano (Torino > Milano)
Classifica generale Milano-Torino-Milano
2ª tappa Giro della Sicilia (Messina > Catania)
5ª tappa Giro della Sicilia (Caltanissetta > Agrigento)
Sanremo-Ventimiglia-Sanremo
- 1909 (Atala-Dunlop, sei vittorie)

Milano-Sanremo
4ª tappa Giro d'Italia (Napoli > Roma)
5ª tappa Giro d'Italia (Roma > Firenze)
7ª tappa Giro d'Italia (Genova > Torino)
Classifica generale Giro d'Italia
1ª tappa Roma-Napoli-Roma (Roma > Napoli)
- 1910 (Atala-Dunlop, cinque vittorie)

6ª tappa Giro d'Italia (Roma > Firenze)
7ª tappa Giro d'Italia (Firenze > Genova)
10ª tappa Giro d'Italia (Torino > Milano)
Giro dell'Emilia
Milano-Modena
- 1911 (Atala-Dunlop, una vittoria)

1ª tappa Corsa delle Tre Capitali (Torino > Parma)
- 1912 (Atala-Dunlop, una vittoria)

Gran Fondo-La Seicento
- 1913 (Ganna, una vittoria)

1ª tappa Roma-Napoli-Roma (Roma > Napoli)

## Piazzamenti

### Grandi Giri
- Giro d'Italia

1909: vincitore
1910: 3º
1911: ritirato (3ª tappa)
1912: ritirato (5ª tappa)
1913: 5º
1914: ritirato (2ª tappa)
- Tour de France

1907: ritirato (6ª tappa)
1908: 5º
1909: ritirato (3ª tappa)

### Classiche monumento
- Milano-Sanremo

1907: 4º
1908: 2º
1909: vincitore
1910: squalificato
1911: 3º
1913: 20º
1914: 6º
- Parigi-Roubaix

1908: 14º
- Giro di Lombardia

1905: 3º
1906: 3º
1907: 3º
1908: 2º
1909: 6º
1910: 2º
1911: 12º